# Omegalebra barbata
Omegalebra barbata är en insektsart som beskrevs av Young 1957. Omegalebra barbata ingår i släktet Omegalebra och familjen dvärgstritar. Inga underarter finns listade i Catalogue of Life.